# 2 жовтня
2 жовтня — 275-й день року (276-й у високосні роки) за григоріанським календарем. До кінця року залишається 90 днів.

## Свята і пам'ятні дні

### Міжнародні
- День уролога.
- Всесвітній день повітряної кульки.
- Всесвітній день фермерських тварин.
- Всесвітній день тверезості і боротьби з алкоголізмом. (Неофіційно відзначають з 2008 року)
- Міжнародний день ненасильства або «Міжнародний день боротьби проти насилля». (Відзначається щорічно відповідно до рішення Генеральної Асамблеї ООН A/RES/61/271)
- Міжнародний день соціального педагога. Засновано на XVII Міжнародній конференції соціальних педагогів в Копенгагені в травні 2009 року.

### Національні
- Гвінея: День проголошення Незалежності. (1958)
- Італія: Національний день бабусь і дідусів.
- США: Національний день прибиральника.
- Фінляндія: Свято оселедця.

### Релігійні
Православ'я:
- Священномученика Кипріяна, мучениці Юстини і мученика Феоктиста.
- Блж. Андрія, Христа ради юродивого.
- Мчч. Давида і Константина, князів Арагветських.[1][2].

## Іменини
- Православні: Юстина, Андрій, Давид, Костянтин[1].

## Події
- 1413 — Городельська унія: збереження ВКЛ як окремої держави, шляхетські привілеї литовському боярству.
- 1535 — французький дослідник Жак Картьє висадився в Хочелазі, назвавши це місце Монреаль.
- 1552 — взяття московськими військами Івана Грозного Казані, анексія Казанського ханства Московським царством.
- 1738 — У Переяславі Єпископом Переяславським Арсентієм Берло відкрито вищий навчальний заклад — Переяславський колегіум.
- 1836 — Чарлз Дарвін повернувся з навколосвітньої подорожі на кораблі «Бігль», що тривала майже п'ять років і привела до створення його теорії еволюції.
- 1870 — Рим став столицею об'єднаного Королівства Італія.
- 1918 — Гетьман України Павло Скоропадський розпочав формування української національної гвардії.
- 1936 — в СРСР максимальний термін ув'язнення підвищено з 10 до 25 років.
- 1938 — Польща, підтримавши Третій Рейх у територіальних претензіях щодо Чехословаччини, ввела свої війська до Тешинської Сілезії.
- 1946 — Відбулася прем'єра першої «мильної опери» «Далекий пагорб».
- 1990 — представники Студентського Братства Львова та Української студентської спілки (УСС) розпочали політичне голодування на площі Жовтневої революції (зараз Майдан Незалежності) у Києві.
- 1997 — підписано Амстердамський договір.

## Народились
Дивись також Категорія:Народились 2 жовтня
- 1452 — Річард III, король Англії з 1482 року, останній із династії Йорків.
- 1616 — Андреас Ґріфіус, німецький поет і драматург епохи бароко. Один з найвідоміших німецьких авторів сонетів в XVII столітті.
- 1865 — Денис Січинський, український композитор і хоровий диригент, перший професор музики у Галичині, музично-громадський діяч, педагог.
- 1869 — Магатма Ґанді, один із керівників та ідеологів національно-визвольних рухів Індії (п. 1948).
- 1879 — Воллес Стівенс, американський поет, німецько-голландського походження. Лауреат Пулітцерівської премії (1955)
- 1891 — Йосип Бокшай, український живописець, педагог.
- 1891 — Павло Филипович, український поет, літературний критик, громадський діяч, професор (розстріляний НКВДистами 03.11.1937)
- 1903 — Микола Азовський, український живописець.
- 1906 — Іван Багряний, український письменник, прозаїк, політичний діяч.
- 1914 — Юрій Левітан, радянський актор, диктор, народний артист СРСР
- 1943 — Богдан Стельмах, український поет.
- 1951 — Стінг, британський рок-музикант.
- 1971 — Тетяна Бєляєва, українська самбістка і дзюдоїстка
- 1975 — Валентина Шевченко, українська лижниця
- 1988 — Юрій Каплан, український співак, поет і композитор, лідер рок-групи «Валентин Стрикало»
- 2011 — Ліципрія Кангуджам, дитяча екологічна активістка з Індії.

## Померли
Дивись також Категорія:Померли 2 жовтня
- 1709 — Іван Мазепа, український військовий, політичний і державний діяч, Гетьман Війська Запорозького, очільник Гетьманщини.
- 1757 — Амурсана, монгольський князь, що боровся за незалежність Монголії від Китаю.
- 1892 — Ернест Ренан, французький експерт стародавніх мов і цивілізацій Близького Сходу, письменник і філософ.
- 1944 — Степан Чарнецький український поет, автор слів пісні-гімну «Ой у лузі червона калина».
- 1968 — Марсель Дюшан, французький та американський художник, скульптор, представник дадаїзму та сюрреалізму, теоретик мистецтва, шахіст.
- 1976 — Енрік Монжо, іспанський скульптор.
- 1985 — Рок Гадсон, американський актор.
- 1986 — Федір Радчук, український актор.
- 1996 — Йонас Кокконен, фінський композитор, піаніст.
- 2017 — Том Петті, американський рок-музикант, вокаліст, гітарист, композитор, автор пісень, продюсер.
- 2019 — Василь Простопчук, український поет.